# Tristemma
Tristemma is een geslacht uit de familie Melastomataceae. De soorten uit het geslacht komen voor in tropisch Afrika en op Madagaskar.

## Soorten
- Tristemma akeassii Jacq.-Fél.
- Tristemma albiflorum Benth.
- Tristemma camerunense Jacq.-Fél.
- Tristemma coronatum Benth.
- Tristemma demeusei De Wild.
- Tristemma hirtum P.Beauv.
- Tristemma involucratum Benth.
- Tristemma leiocalyx Cogn.
- Tristemma littorale Benth.
- Tristemma mauritianum J.F.Gmel.
- Tristemma oreophilum Gilg
- Tristemma oreothamnos Mildbr. & Mildbr.
- Tristemma rubens A.Fern. & R.Fern.
- Tristemma schliebenii Markgr.
- Tristemma vestitum Jacq.-Fél.
- Tristemma virusanum Juss.